# Ямбэйяха
Ямбэйяха (устар. Ямбей-Шор) — река в Приуральском районе Ямало-Ненецкого АО. Устье реки находится с северной стороны озера Певанто, длина реки 35 км.

## Данные водного реестра
По данным государственного водного реестра России относится к Нижнеобскому бассейновому округу, водохозяйственный участок реки — Обь от города Салехард и до устья, речной подбассейн реки — бассейны притоков Оби ниже впадения Северной Сосьвы. Речной бассейн реки — (Нижняя) Обь от впадения Иртыша.